# 난고촌 (지바현)
난고촌(南郷村)은 지바현 산부군에 일찍이 존재했던 촌이다. 현재의 산무시 남부에 해당한다.

## 역사
- 1889년 4월 1일 - 정촌제 시행에 수반해 무사군 난고촌이 성립하였다.
- 1897년 4월 1일 - 무사군이 폐지되어 산부군이 되었다.
- 1954년 10월 1일 - 나루토정, 오토미촌과 합병해 새로운 나루토정이 신설되어, 동일 난고촌은 폐지되었다.